# Fritz Hollaus
Friedrich Jörg "Fritz" Hollaus (21 de octubre de 1929 en Viena, Austria - 17 de febrero de 1994 en Viena, Austria) fue un futbolista austríaco. Jugaba de defensor y su primer club fue SC Rapid Oberlaa.

## Carrera
Comenzó su carrera en 1948 jugando para SC Rapid Oberlaa. Juega para el equipo hasta 1949. Ese año se transformó en el nuevo refuerzo de Wiener SC, donde juega por 5 años seguidos (1949-1954). Ese mismísimo año se transforma en refuerzo del plantel del equipo Stadlau, jugando para ese club hasta 1957. Ese mismo año se confirma su regreso al Wiener AC y se fue a España, en donde formó parte del Atlético de Madrid por un año (1957-1958). En 1958 se marchó al Real Mallorca, manteniéndose en el equipo hasta 1961 cuando regresó a Austria, su país natal para formar parte nuevamente de las filas del Wiener AC, en donde terminó su carrera en 1966.

## Clubes
| Club               | País    | Año       |
| ------------------ | ------- | --------- |
| SC Rapid Oberlaa   | Austria | 1948-1949 |
| Wiener SC          | Austria | 1949-1954 |
| Stadlau            | Austria | 1954-1957 |
| Wiener AC          | Austria | 1957      |
| Atlético de Madrid | España  | 1957-1958 |
| RCD Mallorca       | España  | 1958-1961 |
| Wiener AC          | Austria | 1961-1966 |